# Campeonato del Río de la Plata (Tennis)
Das Campeonato del Río de la Plata war ein Tennisturnier in der argentinischen Hauptstadt Buenos Aires, welches vom Buenos Aires Lawn Tennis Club seit 1893 veranstaltet wurde. Seine letzte Auflage war das Herrenturnier innerhalb der südamerikanischen Challenger-Serie Copa Ericsson von 2001. Seit 2002 werden vom Verein die Sieger der jetzigen Argentina Open (s. ATP Buenos Aires) gleichzeitig als Gewinner des Campeonato del Río de la Plata angesehen.

## Geschichte
Das erste Turnier im Jahr 1893 war eine reine Vereinsmeisterschaft im Herreneinzel. Der Name Campeonato del Río de la Plata wurde seit 1894 verwendet. Ab 1903 wurde auch Dameneinzel gespielt, 1913 kamen Herrendoppel und Mixed hinzu und 1915 schließlich auch das Damendoppel.
Seriensieger in den ersten Jahren waren Thomas Vesey Melville Knox, der von 1894 bis 1897 gewann, Stanley Knight, der zwischen 1900 und 1911 elfmal erfolgreich war, Lionel H. Knight, der zwischen 1913 und 1922 neunmal siegte, sowie bri den Damen eine Miss Chawner, die von 1903 bis 1905 gewann, Dorothy W. Boadle, die zwischen 1906 und 1917 achtmal erfolgreich war, Catalina N. Mackenzie (de Norris), die zwischen 1916 und 1922 fünfmal siegte, und Analía Obarrio (de Aguirre), die zwischen 1920 und 1931 sechsmal gewann.
Der erste Finalteilnehmer, der nicht aus Argentinien kam, war 1926 der Uruguayer Bernardo Ferrés. Den ersten ausländischen Sieg errang der Spanier Manuel Alonso im Jahr 1928. Von 1939 bis 1948 gab es zehnmal in Folge das Damenfinale Mary Terán (de Weiss) gegen Felisa Piédrola. Mary Terán de Weiss gewann den Titel insgesamt achtmal und Felisa Piédrola de Zappa sechsmal. Zwischen 1946 und 1963 gewann Enrique Morea achtmal das Turnier. Den ersten ausländischen Sieg im Dameneinzel gab es 1965 durch die Australierin Lesley Turner.
Die Damen-Turniere von 1971 und 1978 sowie das Herrenturnier von 1977 waren (offenbar) Teil des I(L)TF-Grand Prix Circuits. 1976 war zunächst das letzte Jahr, in dem noch alle fünf Konkurrenzen ausgetragen wurden. Von 1977 bis 1981 gab es keinen Mixed-Wettbewerb, 1980 und 1981 kein Damendoppel und 1981 auch kein Dameneinzel. 1982 wurde letztmals noch einmal das volle Programm absolviert. Danach wurden die Damenkonkurrenzen nur noch in den Jahren 1986, 1988 bis 1992 und 1996 bis 1998 ausgetragen. 1992 fand das Herrenturnier im Rahmen der ATP Challenger Serie statt. 1994 fiel das Turnier ganz aus. Von 1998 bis 2001 war das Herrenturnier Teil der südamerikanischen Challenger-Serie Copa Ericsson.

## Endspiele

### Herreneinzel
| Jahr                    | Sieger                         | Finalgegner                       | Ergebnis                |
| ----------------------- | ------------------------------ | --------------------------------- | ----------------------- |
| 1893                    | F. M. Still                    | Thomas Vesey Melville Knox        | unbekannt               |
| 1894                    | Thomas Vesey Melville Knox     | F. M. Still                       | 3:6, 6:4, 6:1           |
| 1895                    | Thomas Vesey Melville Knox (2) | B. St. Vershoyle                  | 7:5, 2:6, 6:3           |
| 1896                    | Thomas Vesey Melville Knox (3) | Richard Frederick Fraser Handcock | 7:5, 6:3                |
| 1897                    | Thomas Vesey Melville Knox (4) | Henry B. M. Knight                | 6:3, 4:6, 6:4, 6:1      |
| 1898                    | Henry B. M. Knight             | Thomas Vesey Melville Knox        | 6:2, 6:3, 6:2           |
| 1899                    | A. J. McMorran                 | Henry B. M. Knight                | 6:4, 7:5, 10:8          |
| 1900                    | Stanley Knight                 | A. J. McMorran                    | 6:1, 6:3, 6:2           |
| 1901                    | Stanley Knight (2)             | A. J. McMorran                    | 6:4, 2:6, 6:1, 6:4      |
| 1902                    | Stanley Knight (3)             | A. J. McMorran                    | 6:4, 3:6, 6:2, 8:6      |
| 1903                    | Stanley Knight (4)             | A. J. McMorran                    | 6:1, 6:2, 6:4           |
| 1904                    | Stanley Knight (5)             | A. J. McMorran                    | 0:6, 2:6, 6:4, 6:2, 6:3 |
| 1905                    | Stanley Knight (6)             | H. W. Thompson                    | 6:3, 6:4, 6:3           |
| 1906                    | Stanley Knight (7)             | Lionel H. Knight                  | 4:6, 6:2, 6:4, 6:4      |
| 1907                    | Stanley Knight (8)             | A. J. McMorran                    | 6:3, 6:0, 6:2           |
| 1908                    | Stanley Knight (9)             | Henry B. M. Knight                | 4:6, 6:4, 7:5, 6:3      |
| 1909                    | J. Easton                      | H. W. Thompson                    | 7:5, 6:2, 8:6           |
| 1910                    | Stanley Knight (10)            | Lionel H. Knight                  | 6:1, 8:6, 6:3           |
| 1911                    | Stanley Knight (11)            | Lionel H. Knight                  | 6:1, 8:6, 6:3           |
| 1912                    | Diego E. Cerboni               | Edward Oswald Jacobs              | 6:2, 6:2, 7:5           |
| 1913                    | Lionel H. Knight               | R. O. Sheward                     | 6:4, 6:0, 6:1           |
| 1914                    | Henry B. M. Knight             | J. J. Daly                        | 2:6, 6:2, 5:7, 7:5, 6:3 |
| 1915                    | Lionel H. Knight (2)           | Alfredo J. Villegas               | 1:6, 5:7, 6:3, 6:4, 6:4 |
| 1916                    | Lionel H. Knight (3)           | Alfredo J. Villegas               | 6:3, 7:5, 4:3r          |
| 1917                    | Lionel H. Knight (4)           | Carlos Morea                      | 6:0, 3:6, 6:4, 6:3      |
| 1918                    | Lionel H. Knight (5)           | Arturo Hortal                     | 6:4, 6:2, 6:3           |
| 1919                    | Lionel H. Knight (6)           | Arturo Hortal                     | 6:2, 6:4, 2:6, 6:2      |
| 1920                    | Lionel H. Knight (7)           | Arturo Hortal                     | 6:0, 2:6, 6:0, 7:5      |
| 1921                    | Lionel H. Knight (8)           | Carlos Dumas                      | 6:2, 4:6, 9:7, 6:4      |
| 1922                    | Lionel H. Knight (9)           | Arturo Hortal                     | w. o.                   |
| 1923                    | Arturo Hortal                  | Carlos Dumas                      | 6:0, 3:6, 7:5, 6:2      |
| 1924                    | Guillermo Robson               | Carlos Morea                      | 6:4, 7:5, 6:4           |
| 1925                    | Guillermo Robson (2)           | Enrique Obarrio                   | 6:1, 6:2, 6:2           |
| 1926                    | Carlos Morea                   | Bernardo Ferrés                   | 6:4, 6:4, 6:2           |
| 1927                    | Ronaldo Boyd                   | Héctor Cattaruzza                 | 7:5, 6:4, 7:9, 6:2      |
| 1928                    | Manuel Alonso                  | Ricardo López Pelliza             | 6:1, 6:4, 6:1           |
| 1929                    | Ronaldo Boyd (2)               | Guillermo Robson                  | 6:4, 3:6, 9:7, 6:4      |
| 1930                    | Lucilo del Castillo            | Ronaldo Boyd                      | 4:6, 10:8, 6:4, 6:2     |
| 1931                    | Carlos Morea (2)               | Ricardo López Pelliza             | 6:3, 6:3, 6:2           |
| 1932                    | Guillermo Robson (3)           | Adriano Zappa                     | 6:1, 7:9, 6:3, 5:7, 8:6 |
| 1933                    | Lucilo del Castillo (2)        | Adriano Zappa                     | 6:4, 5:7, 14:12, 6:1    |
| 1934                    | Héctor Cattaruzza              | Adriano Zappa                     | 7:5, 5:7, 3:6, 6:3, 6:0 |
| 1935                    | Lucilo del Castillo (3)        | Adelmar Echeverría                | 6:2, 6:4, 6:1           |
| 1936                    | Héctor Cattaruzza (2)          | Eric Seaton                       | 6:3, 6:2, 6:0           |
| 1937                    | Alcides Procopio               | Héctor Cattaruzza                 | w. o.                   |
| 1938                    | Lucilo del Castillo (4)        | Adriano Zappa                     | 9:7, 6:3, 14:12         |
| 1939                    | Francisco Segura Cano          | Lucilo del Castillo               | 2:6, 6:3, 11:9, 6:2     |
| 1940                    | Alcides Procopio (2)           | Efraín González                   | 6:4, 6:2, 4:6, 7:5      |
| 1941                    | Manuel Fernandes               | Heraldo Weiss                     | 2:6, 6:3, 6:3, 6:2      |
| 1942                    | Alejo Russell                  | Manuel Fernandes                  | 1:6, 6:2, 6:4, 6:2      |
| 1943                    | William Donald McNeill         | Alejo Russell                     | 6:2, 6:0, 6:3           |
| 1944                    | Heraldo Weiss                  | Héctor Cattaruzza                 | 11:9, 6:2, 8:6          |
| 1945                    | Heraldo Weiss (2)              | Enrique Morea                     | 6:2, 6:1, 6:3           |
| 1946                    | Enrique Morea                  | Andrés Hammersley                 | 6:3, 2:6, 9:7, 6:4      |
| 1947                    | Enrique Morea (2)              | William Talbert                   | 3:6, 9:7, 6:4, 6:4      |
| 1948                    | Seymour Greenberg              | Enrique Morea                     | 1:6, 2:6, 6:3, 6:4, 6:1 |
| 1949                    | Earl Cochell                   | Enrique Morea                     | 2:6, 6:4, 2:6, 7:5, 7:5 |
| 1950                    | Enrique Morea (3)              | Armando Vieira                    | 6:4, 4:6, 6:1, 6:2      |
| 1951                    | Salvador Soriano               | Noé La Jara                       | 4:6, 6:8, 9:7, 6:3, 6:2 |
| 1952                    | Eduardo Prado                  | Noé La Jara                       | 6:0, 6:2, 6:3           |
| 1953                    | Ernesto Juan della Paolera     | Perfecto Suárez                   | 3:6, 8:6, 6:0, 6:1      |
| 1954                    | Eduardo Prado (2)              | Oscar González Bonorino           | 6:1, 6:3, 6:1           |
| 1955                    | Salvador Soriano (2)           | Eduardo Prado                     | 6:4, 4:6, 6:0, 6:3      |
| 1956                    | Enrique Morea (4)              | Eduardo Prado                     | 10:8, 6:3, 6:4          |
| 1957                    | Enrique Morea (5)              | Eduardo Soriano                   | 6:4, 10:8, 6:4          |
| 1958                    | Ernesto Ríos                   | Eduardo Soriano                   | 7:5, 5:7, 6:4, 6:4      |
| 1959                    | Enrique Morea (6)              | Eduardo Prado                     | 6:4, 6:4, 7:5           |
| 1960                    | Eduardo Prado (3)              | Enrique Morea                     | 3:6, 9:7, 6:4, 13:11    |
| 1961                    | Eduardo Prado (4)              | Roberto Aubone                    | 6:3, 6:4, 8:7r          |
| 1962                    | Enrique Morea (7)              | Roberto Aubone                    | 6:1, 3:6, 6:3, 6:2      |
| 1963                    | Enrique Morea (8)              | Roberto Aubone                    | 6:1, 6:3, 6:3           |
| 1964                    | Roy Emerson                    | Rafael Osuna                      | 3:6, 6:4, 6:4           |
| 1965                    | Fred Stolle                    | Roy Emerson                       | 6:4, 7:5                |
| 1966                    | Martin Mulligan                | Rafael Osuna                      | 6:2, 7:5, 6:3           |
| 1967                    | Cliff Richey                   | Clark Graebner                    | 3:6, 6:4, 7:5           |
| 1968                    | Julián Ganzábal                | José Prats                        | w. o.                   |
| 1969                    | Julián Ganzábal (2)            | Norberto Herrero                  | 6:2, 6:1, 6:4           |
| 1970                    | José Edison Mandarino          | Harald Elschenbroich              | 5:7, 7:5, 9:7, 6:2      |
| 1971                    | Jaime Fillol                   | Julián Ganzábal                   | 6:4, 6:3, 6:3           |
| 1972                    | Guillermo Vilas                | Héctor Romani                     | 6:3, 6:1, 6:2           |
| 1973                    | Julián Ganzábal (3)            | Ricardo Cano                      | 7:6, 2:6, 3:6, 6:2, 6:2 |
| 1974                    | Guillermo Vilas (2)            | Julián Ganzábal                   | 7:6, 4:6, 6:3, 6:3      |
| 1975                    | Guillermo Vilas (3)            | Clark Graebner                    | 6:3, 6:1, 6:4           |
| 1976                    | Julián Ganzábal (4)            | Lorenzo Soriano                   | 7:5, 6:3                |
| 1977                    | Guillermo Vilas (4)            | Wojciech Fibak                    | 6:4, 6:3, 6:0           |
| 1978                    | José Luis Clerc                | Chris Lewis                       | 6:3, 6:1                |
| 1979                    | Ricardo Cano                   | Eduardo Bengoechea                | 6:3, 6:2                |
| 1980                    | Eduardo Bengoechea             | Gustavo Tiberti                   | 7:6, 1:6, 9:7           |
| 1981                    | Carlos Castellan               | Juan Avendaño                     | 6:1, 6:1                |
| 1982                    | Roberto Argüello               | Carlos Castellan                  | 6:0, 6:2                |
| 1983                    | Horacio de la Peña             | Gustavo Tiberti                   | 6:4, 6:1                |
| 1984                    | Martín Jaite                   | Gustavo Guerrero                  | 6:3, 6:2                |
| 1985                    | Eduardo Bengoechea (2)         | Guillermo Pérez Roldán            | 7:6, 6:4                |
| 1986                    | Martín Jaite (2)               | Eliot Teltscher                   | 6:4, 6:4                |
| 1987                    | Martín Jaite (3)               | Eduardo Bengoechea                | 7:6, 6:4                |
| 1988                    | Martín Jaite (4)               | Alberto Mancini                   | 6:2, 7:6                |
| 1989                    | Guillermo Pérez Roldán         | Franco Davin                      | 3:6, 6:2, 6:0           |
| 1990                    | Luis Lobo                      | Gilbert Schaller                  | 6:1, 6:3                |
| 1991                    | Fabián Blengino                | Agustín Garizzio                  | 6:4, 4:6, 6:2           |
| 1992                    | Juan Gisbert jr.               | Carsten Arriens                   | 6:1, 7:65               |
| 1993                    | Hernán Gumy                    | Franco Squillari                  | 7:5, 6:0                |
| 1994: nicht ausgetragen |                                |                                   |                         |
| 1995                    | Lucas Arnold                   | Gerardo Mirad                     | 6:4, 6:1                |
| 1996                    | Damián Furmanski               | Carlos Gómez Díaz                 | 6:2, 7:5                |
| 1997                    | Diego Moyano                   | Leonardo Olguín                   | 7:6, 6:0                |
| 1998                    | Younes El Aynaoui              | Alberto Martín                    | 7:6, 6:1                |
| 1999                    | Franco Squillari               | Hernán Gumy                       | 5:7, 6:1, 6:4           |
| 2000                    | Guillermo Coria                | Alberto Berasategui               | 6:1, 4:6, 6:4           |
| 2001                    | Agustín Calleri                | David Nalbandian                  | 3:6, 6:1, 6:3           |

### Dameneinzel
| Jahr                         | Siegerin                            | Finalgegnerin                 | Ergebnis       |
| ---------------------------- | ----------------------------------- | ----------------------------- | -------------- |
| 1903                         | Miss Chawner                        | Winnifred M. Boadle           | 6:3, 6:2       |
| 1904                         | Miss Chawner (2)                    | Winnifred M. Boadle           | 6:2, 9:7       |
| 1905                         | Miss Chawner (3)                    | Maud Jacobs                   | 6:4, 4:6, 6:3  |
| 1906                         | Dorothy W. Boadle                   | Winnifred M. Boadle           | 6:0, 7:5       |
| 1907                         | Maud Jacobs                         | Florence Fraser               | 7:5, 6:1       |
| 1908                         | Dorothy W. Boadle (2)               | Maud Jacobs                   | 7:5, 6:1       |
| 1909                         | Dorothy W. Boadle (3)               | Maud Jacobs                   | 6:1, 6:4       |
| 1910                         | Florence Fraser                     | Catalina N. Mackenzie         | 6:4, 6:0       |
| 1911                         | Dorothy W. Boadle (4)               | A. Aitken                     | 6:0, 6:0       |
| 1912                         | Dorothy W. Boadle (5)               | Anna Mabel Dashwood           | 6:0, 6:1       |
| 1913                         | M. Fowler                           | Anna Mabel Dashwood           | 10:8, 3:6, 6:3 |
| 1914                         | Dorothy W. Boadle (6)               | Catalina N. Mackenzie         | 6:4, 6:2       |
| 1915                         | Dorothy W. Boadle (7)               | Inés Anderson                 | 6:0, 6:4       |
| 1916                         | Catalina N. Mackenzie               | Inés Anderson                 | 6:0, 8:6       |
| 1917                         | Dorothy W. Boadle (8)               | Inés Anderson                 | 6:1, 6:2       |
| 1918                         | Catalina N. Mackenzie (2)           | Inés Anderson                 | 6:4, 6:2       |
| 1919                         | Catalina N. Mackenzie (3)           | Analía Obarrio                | 6:2, 6:2       |
| 1920                         | Analía Obarrio                      | María Turnbull de Rendtorff   | 11:9, 7:5      |
| 1921                         | Catalina N. Mackenzie de Norris (4) | Inés Anderson                 | 6:2, 4:6, 8:6  |
| 1922                         | Catalina N. Mackenzie de Norris (5) | María Turnbull de Rendtorff   | 9:7, 6:1       |
| 1923                         | Julieta Ezcurra                     | Inés Anderson                 | 6:2, 6:2       |
| 1924                         | Lily Moss                           | Analía Obarrio de Aguirre     | 7:5, 2:6, 6:4  |
| 1925                         | Analía Obarrio de Aguirre (2)       | María Turnbull de Rendtorff   | 6:3, 6:2       |
| 1926                         | Julieta Ezcurra (2)                 | María Turnbull de Rendtorff   | 6:0, 6:1       |
| 1927                         | Analía Obarrio de Aguirre (3)       | María Turnbull de Rendtorff   | 7:5, 6:2       |
| 1928                         | María Elena Bushell                 | Leonilda Giusti               | 7:5, 6:4       |
| 1929                         | Analía Obarrio de Aguirre (4)       | María Elena Bushell           | 6:1, 6:4       |
| 1930                         | Analía Obarrio de Aguirre (5)       | Nélida Giusti                 | 6:4, 6:4       |
| 1931                         | Analía Obarrio de Aguirre (6)       | María Elena Bushell           | 6:2, 6:2       |
| 1932                         | María Elena Bushell                 | Magdalena Bidal de Audrás     | 6:0, 6:2       |
| 1933                         | Gladys Woodruff                     | Analía Obarrio de Aguirre     | 6:1, 6:8, 7:5  |
| 1934                         | Leonilda Giusti                     | Lía Duffy                     | 6:1, 6:1       |
| 1935                         | Mónica Rickets                      | Leonilda Giusti               | 6:2, 6:3       |
| 1936                         | Leonilda Giusti (2)                 | Ana Pauwels de Madrid         | 6:2, 7:5       |
| 1937                         | Marga Trede de Fitting              | Denise Rutherford de Zappa    | 3:6, 6:2, 6:2  |
| 1938                         | Denise Rutherford de Zappa          | Felisa Piédrola               | 6:4, 2:6, 6:3  |
| 1939                         | María Luisa Terán                   | Felisa Piédrola               | 6:4, 6:1       |
| 1940                         | Felisa Piédrola                     | María Luisa Terán             | 6:2, 7:5       |
| 1941                         | María Luisa Terán (2)               | Felisa Piédrola               | 6:4, 7:5       |
| 1942                         | Felisa Piédrola (2)                 | María Luisa Terán             | 6:2, 9:7       |
| 1943                         | María Luisa Terán de Weiss (3)      | Felisa Piédrola               | 6:2, 6:3       |
| 1944                         | María Luisa Terán de Weiss (4)      | Felisa Piédrola               | 6:0, 4:6, 6:2  |
| 1945                         | Felisa Piédrola (3)                 | María Luisa Terán de Weiss    | 7:9, 9:7, 6:0  |
| 1946                         | María Luisa Terán de Weiss (5)      | Felisa Piédrola               | 6:2, 7:5       |
| 1947                         | María Luisa Terán de Weiss (6)      | Felisa Piédrola               | 6:3, 6:1       |
| 1948                         | María Luisa Terán de Weiss (7)      | Felisa Piédrola               | 6:2, 3:6, 6:2  |
| 1949                         | María Luisa Terán de Weiss (8)      | Gertrude Easton               | 6:1, 6:0       |
| 1950                         | Felisa Piédrola de Zappa (4)        | Gertrude Easton               | 6:1, 0:6, 6:3  |
| 1951                         | Felisa Piédrola de Zappa (5)        | Elena Lehmann                 | 9:7, 7:5       |
| 1952                         | Felisa Piédrola de Zappa (6)        | Nora Bonifacino de Somoza     | w. o.          |
| 1953                         | Edda Buding                         | Viola Livetti                 | 6:3, 4:6, 6:2  |
| 1954                         | June Hanson                         | Nora Bonifacino de Somoza     | 6:1, 9:7       |
| 1955                         | Edda Buding (2)                     | Nora Bonifacino de Somoza     | 6:2, 6:2       |
| 1956                         | June Hanson (2)                     | Viola Livetti                 | 6:1, 6:3       |
| 1957                         | Viola Livetti                       | Nora Bonifacino de Somoza     | 6:4, 6:1       |
| 1958                         | Nora Bonifacino de Somoza           | Graciela Lombardi             | 4:6, 6:3, 3:2r |
| 1959                         | June Hanson (3)                     | Norma Baylon                  | 6:3, 2:6, 6:3  |
| 1960                         | Margarita Zavalía                   | Mabel Bove                    | 3:6, 7:5, 6:1  |
| 1961                         | Viola Livetti (2)                   | Norma Baylon                  | 6:4, 4:6, 6:3  |
| 1962                         | Norma Baylon                        | Nora Bonifacino de Somoza     | 6:4, 6:3       |
| 1963                         | Nora Bonifacino de Somoza (2)       | Mabel Bove                    | 3:6, 6:4, 3:2r |
| 1964                         | Nora Bonifacino de Somoza (3)       | Donna Floyd Fales             | 6:2, 6:1       |
| 1965                         | Lesley Turner                       | Margaret Smith                | 6:3, 6:3       |
| 1966                         | Gail Sherriff                       | Norma Baylon                  | 6:3, 6:3       |
| 1967                         | Norma Baylon (2)                    | Carole Graebner               | 6:4, 6:2       |
| 1968                         | Graciela Morán                      | Ana María Cavadini            | 6:2, 6:1       |
| 1969                         | Beatriz Araujo                      | Elvira Weisenberger           | 6:4, 6:2       |
| 1970                         | Beatriz Araujo (2)                  | Françoise Durr                | 6:4, 6:3       |
| 1971                         | Olga Morosowa                       | Anna-Maria Nasuelli           | 6:3, 6:2       |
| 1972                         | Inés Roget                          | Graciela Morán                | 6:4, 4:6, 6:3  |
| 1973                         | Beatriz Araujo (3)                  | Marta Fernández Ruiz de Galli | 6:3, 6:2       |
| 1974                         | Fiorella Bonicelli                  | Beatriz Araujo                | 6:4, 3:6, 7:5  |
| 1975                         | Fiorella Bonicelli (2)              | Beatriz Araujo                | 6:3, 6:2       |
| 1976                         | Beatriz Araujo (4)                  | Viviana González Locicero     | 7:5, 6:3       |
| 1977                         | Renee Richards                      | Ivanna Madruga                | 4:6, 6:2, 6:2  |
| 1978                         | Caroline Stoll                      | Emilse Raponi de Longo        | 6:3, 6:3       |
| 1979                         | Adriana Villagrán                   | Claudia Casabianca            | 6:3, 6:4       |
| 1980                         | Ivanna Madruga                      | Liliana Giussani              | 6:3, 3:6, 6:2  |
| 1981: nicht ausgetragen      |                                     |                               |                |
| 1982                         | Emilse Raponi de Longo              | Andrea Tiezzi                 | 5:7, 6:3, 6:3  |
| 1983–1985: nicht ausgetragen |                                     |                               |                |
| 1986                         | Natacha Marcucci                    | Jorgelina Moreno              | 6:1, 6:3       |
| 1987: nicht ausgetragen      |                                     |                               |                |
| 1988                         | Florencia Labat                     | Jorgelina Moreno              | 6:1, 6:2       |
| 1989                         | Noëlle van Lottum                   | Florencia Labat               | 7:5, 6:3       |
| 1990                         | Inés Gorrochategui                  | Gabriela Mosca                | 3:6, 6:2, 6:4  |
| 1991                         | Paola Suárez                        | Luciana Reynares              | 2:6, 7:65, 6:1 |
| 1992                         | Mariana Díaz Oliva                  | Claudia Chabalgoity           | 6:4, 2:6, 6:2  |
| 1993–1995: nicht ausgetragen |                                     |                               |                |
| 1996                         | María Fernanda Landa                | Cintia Tortorella             | 6:2, 6:2       |
| 1997                         | María Fernanda Landa (2)            | Bettina Fulco                 | 6:4, 6:1       |
| 1998                         | Paola Suárez (2)                    | Andreea Vanc                  | 4:6, 6:4, 6:1  |

### Herrendoppel
| Jahr                    | Sieger                                          | Finalgegner                              | Ergebnis                  |
| ----------------------- | ----------------------------------------------- | ---------------------------------------- | ------------------------- |
| 1913                    | Diego E. Cerboni Henry B. M. Knight             | Lionel H. Knight H. F. Prescott          | 6:1, 2:6, 6:2, 6:3        |
| 1914                    | Diego E. Cerboni (2) Henry B. M. Knight (2)     | J. J. Daly R. O. Sheward                 | 6:3, 7:5, 6:4             |
| 1915                    | Henry B. M. Knight (3) Lionel H. Knight         | H. F. Prescott Alfredo J. Villegas       | 6:2, 7:5, 2:6, 6:2        |
| 1916                    | R. O. Sheward Alfredo J. Villegas               | W. S. McHardy C. H. Smith                | 6:4, 7:5, 6:2             |
| 1917                    | Diego E. Cerboni (3) Lionel H. Knight (2)       | Henry B. M. Knight Carlos Morea          | 6:3, 1:6, 1:6, 6:3, 6:1   |
| 1918                    | Diego E. Cerboni (4) Henry B. M. Knight (4)     | Federico Elortondo Alfredo J. Villegas   | 6:1, 6:4, 6:2             |
| 1919                    | Carlos Morea Alfredo J. Villegas (2)            | Diego E. Cerboni Henry B. M. Knight      | 2:6, 6:2, 6:3, 3:6, 8:6   |
| 1920                    | Carlos Morea (2) Alfredo J. Villegas (3)        | R. O. Sheward Harry Wesley Smith         | 6:1, 6:3, 6:3             |
| 1921                    | Arturo Hortal Armando Zumelzú                   | Henry B. M. Knight Lionel H. Knight      | 6:1, 11:13, 8:6, 6:3      |
| 1922                    | Henry B. M. Knight (5) Lionel H. Knight (3)     | Arturo Hortal Armando Zumelzú            | 6:3, 1:6, 8:6, 6:1        |
| 1923                    | Arturo Hortal (2) Armando Zumelzú (2)           | Francisco Bryans Lionel H. Knight        | 6:2, 8:6, 7:5             |
| 1924                    | Carlos Dumas Guillermo Robson                   | Ricardo Cat Eduardo Stanham              | 6:2, 6:0, 6:2             |
| 1925                    | Carlos Dumas (2) Guillermo Robson (2)           | Francisco Bryans Lionel H. Knight        | 7:5, 6:2, 6:3             |
| 1926                    | Carlos Dumas (3) Armando Zumelzú (3)            | Carlos Morea Alfredo J. Villegas         | 7:5, 6:3, 6:3             |
| 1927                    | Carlos Dumas (4) Guillermo Robson (3)           | Ronaldo Boyd Carlos Caminos              | 5:7, 4:6, 6:2, 6:3, 6:4   |
| 1928                    | Enrique Obarrio Armando Zumelzú (4)             | Francisco Bryans Carlos Caminos          | 6:2, 6:4, 7:5             |
| 1929                    | Ronaldo Boyd Guillermo Robson (4)               | Enrique Obarrio Armando Zumelzú          | 8:6, 6:1, 6:2             |
| 1930                    | Ronaldo Boyd (2) Guillermo Robson (5)           | Lucido del Castillo Adriano Zappa        | 6:4, 6:1, 7:5             |
| 1931                    | Edgardo Anderson Carlos van Wassenaar           | Ricardo López Pelliza Ricardo Ollúa      | 8:6, 6:3, 6:3             |
| 1932                    | Guillermo Robson (6) Adriano Zappa              | Héctor Cattaruzza Adelmar Echeverría     | 6:3, 6:3, 6:2             |
| 1933                    | Lucilo del Castillo Adriano Zappa (2)           | Enrique Obarrio Guillermo Robson         | 2:6, 8:6, 3:6, 6:1, 6:4   |
| 1934                    | Adelmar Echeverría Guillermo Robson (7)         | Alberto Isely Ricardo López Pelliza      | w. o.                     |
| 1935                    | Héctor Cattaruzza Adelmar Echeverría (2)        | Lucilo del Castillo Adriano Zappa        | 6:2, 6:4, 6:4             |
| 1936                    | Héctor Cattaruzza (2) Adelmar Echeverría (2)    | Alejo Russell Eric Seaton                | 5:7, 6:2, 6:3, 2:6, 6:3   |
| 1937                    | Lucilo del Castillo (2) Adriano Zappa (3)       | Jiro Fujikura Alcides Procopio           | 6:3, 3:6, 7:5, 8:6        |
| 1938                    | Alberto Basaldúa Augusto Zappa                  | Lucilo del Castillo Adriano Zappa        | 3:6, 6:1, 4:6, 6:4, 6:2   |
| 1939                    | Alberto Basaldúa (2) Augusto Zappa (2)          | Lucilo del Castillo Adriano Zappa        | 6:2, 8:6, 0:6, 2:6, 6:0   |
| 1940                    | Alejo Russell Heraldo Weiss                     | Lucilo del Castillo Adriano Zappa        | 4:6, 6:1, 6:1, 6:2        |
| 1941                    | Alejo Russell (2) Heraldo Weiss (2)             | Lucilo del Castillo Adriano Zappa        | 2:6, 8:6, 6:3, 6:4        |
| 1942                    | Alejo Russell (3) Heraldo Weiss (3)             | Lucilo del Castillo Adriano Zappa        | 6:1, 0:6, 6:0, 12:14, 6:1 |
| 1943                    | Alejo Russell (4) Heraldo Weiss (4)             | Lucilo del Castillo Adriano Zappa        | 7:5, 6:2, 2:6, 6:0        |
| 1944                    | Enrique Morea Augusto Zappa (3)                 | Lucilo del Castillo Adriano Zappa        | 1:6, 10:8, 6:2, 4:6, 7:5  |
| 1945                    | Alejo Russell (5) Augusto Zappa (4)             | Héctor Etchart Enrique Morea             | 8:6, 7:9, 6:4, 8:6        |
| 1946                    | Francis Shields Augusto Zappa (5)               | Renato Achondo Alfredo Trullenque        | 6:1, 6:3, 6:4             |
| 1947                    | William Talbert Augusto Zappa (6)               | Enrique Morea Alejo Russell              | 6:1, 6:2, 6:8, 6:2        |
| 1948                    | Seymour Greenberg Augusto Zappa (7)             | Lucilo del Castillo Ignacio Galleguillos | 6:1, 7:5, 8:6             |
| 1949                    | Ignacio Galleguillos Carlos Sanhueza            | Charles Mattmann Enrique Morea           | 1:6, 6:3, 1:6, 6:4, 6:2   |
| 1950                    | Rolf Göpfert Armando Vieira                     | Oscar Furlong José Luis Morea Cantilo    | 6:8, 6:3, 6:3, 6:4        |
| 1951                    | Luis Morea Ernesto J. della Paolera             | Enrique Arnold Carlos Lynch              | 4:6, 7:5, 7:5, 6:1        |
| 1952                    | Héctor Etchart Alejo Russell (6)                | Luis Morea José Luis Morea Cantilo       | w. o.                     |
| 1953                    | Oscar Furlong Ernesto Juan della Paolera        | Alejo Russell Augusto Zappa              | 2:6, 6:4, 7:5, 6:2        |
| 1954                    | Enrique Arnold Salvador Soriano                 | Carlos Lynch Ernesto Juan della Paolera  | 4:6, 6:2, 8:6, 6:4        |
| 1955                    | Enrique Arnold (2) Carlos Lynch                 | Ernesto Juan della Paolera Ernesto Ríos  | 7:5, 6:8, 3:6, 6:4, 6:4   |
| 1956                    | Carlos Lynch (2) Ernesto Juan della Paolera (2) | Andrés Funes Ernesto Ríos                | 6:2, 6:2, 2:6, 6:3        |
| 1957                    | Alejandro Echagüe Eduardo Soriano               | Raúl Ceriana Fernando Ferreyra           | 6:2, 6:2, 6:2             |
| 1958                    | Carlos Lynch (3) José Edison Mandarino          | Horacio Billoch Caride Alejo Russell     | 6:3, 6:3, 3:6, 6:0        |
| 1959                    | Roberto Aubone Ernesto Ríos                     | Alejandro Echagüe Eduardo Soriano        | 4:6, 6:4, 6:4, 1:6, 8:6   |
| 1960                    | Enrique Morea (2) Gerardo Wortelboer            | Raúl Ceriana Eduardo Prado               | 6:4, 6:2                  |
| 1961                    | Horacio Billoch Caride Ernesto Ríos (2)         | Roberto Junquet Herbert Otzet            | w. o.                     |
| 1962                    | Jorge Beinet Jorge Kon                          | Roberto Aubone Arturo Grimaldi           | 7:5, 9:7, 7:5             |
| 1963                    | Alejo Russell (7) Salvador Soriano (2)          | Enrique Arnold Roberto Junquet           | 6:2, 3:6, 3:6, 6:3, 6:3   |
| 1964                    | Roy Emerson Ken Fletcher                        | Rafael Osuna Antonio Palafox             | 2:6, 6:3, 6:2             |
| 1965                    | Roy Emerson (2) Fred Stolle                     | Rafael Osuna Eduardo Soriano             | 6:1, 6:3, 6:3             |
| 1966                    | Martin Mulligan John Newcombe                   | Roberto Aubone Eduardo Soriano           | 10:8, 6:1                 |
| 1967                    | Clark Graebner Charles Pasarell                 | Jim McManus Cliff Richey                 | 6:4, 6:4                  |
| 1968                    | Julián Ganzábal Enrique Morea (3)               | Carlos Deswarte Felipe Goñi              | 6:4, 9:7                  |
| 1969                    | Oscar Escribano José Prats                      | Carlos Deswarte Jorge Kon                | 9:7, 1:6, 6:2             |
| 1970                    | Jaime Pinto Bravo Patricio Rodríguez            | Patricio Cornejo Jaime Fillol            | 6:1, 6:3                  |
| 1971                    | Patricio Cornejo Jaime Fillol                   | Thomaz Koch José Edison Mandarino        | 7:5, 8:6                  |
| 1972                    | Ricardo Cano Guillermo Vilas                    | Eduardo Cisneros Gerardo Wortelboer      | 6:1, 7:5                  |
| 1973                    | Ricardo Cano (2) Guillermo Vilas (2)            | Oscar Escribano José Prats               | 6:1, 9:7                  |
| 1974                    | Haroon Rahim Ion Tiriac                         | Ricardo Cano Roger Taylor                | 6:2, 6:3                  |
| 1975                    | Julián Ganzábal Clark Graebner                  | Manuel Santana Guillermo Vilas           | 7:6, 0:6, abg.            |
| 1976                    | Roberto Aubone (2) José Luis Clerc              | Oscar Escribano Daniel García            | 6:2, 7:5                  |
| 1977                    | Wojciech Fibak Ion Tiriac (2)                   | Elio Álvarez Guillermo Vilas             | 7:5, 0:6, 7:6             |
| 1978                    | Chris Lewis Paul McNamee                        | Roberto Carruthers Francisco Mastelli    | 6:4, 7:5                  |
| 1979                    | Marcos Hocevar BRA-1968                         | Gustavo Guerrero Hugo Varela             | 6:3, 6:4                  |
| 1980                    | Alejandro Ganzábal Gustavo Guerrero             | Charles Strode Morris Strode             | 1:6, 6:3, 6:4             |
| 1981                    | Alejandro Gattiker Carlos Gattiker              | Carlos Castellan Gustavo Tiberti         | 6:4, 6:4                  |
| 1982                    | Alejandro Ganzábal (2) Gustavo Guerrero (2)     | Ricardo Cano Guillermo Corti             | 3:6, 6:2, 6:3             |
| 1983                    | Ricardo Cano (3) Carlos Gattiker (2)            | Eduardo Bengoechea Gustavo Tiberti       | 7:6, 7:6                  |
| 1984                    | Tore Meinecke Udo Riglewski                     | Eduardo Bengoechea Martín Jaite          | 6:4, 6:4                  |
| 1985                    | Alejandro Ganzábal (3) Marcelo Ingaramo         | Álvaro Jordan Gustavo Vaccareza          | 6:2, 6:3                  |
| 1986                    | José Luis Clerc (2) Javier Frana                | Pablo Arraya Eduardo Bengoechea          | 6:2, 6:0                  |
| 1987                    | Javier Frana (2) Christian Miniussi             | Eduardo Bengoechea Gustavo Luza          | 6:2, 4:6, 7:6             |
| 1988                    | José Luis Clerc (3) Horacio de la Peña          | Eduardo Bengoechea Alberto Mancini       | 7:5, 6:4                  |
| 1989                    | Franco Davin Guillermo Pérez Roldán             | Gabriel Markus Horacio Pacheco           | 6:3, 6:2                  |
| 1990                    | Luis Lobo Diego Varela                          | Giorgio Carneade Gastón García Alonso    | 7:6, 6:1                  |
| 1991                    | Patricio Quijano Philip Williamson              | Rodolfo Ramos Paganini Martín Rodríguez  | 7:5, 5:7, 6:4             |
| 1992                    | Pablo Albano Javier Frana (3)                   | Gabriel Markus Horacio de la Peña        | 2:6, 6:3, 6:4             |
| 1993                    | Lucas Arnold Luis Lobo (2)                      | Roberto Álvarez Sebastián Prieto         | 6:1, 2:6, 6:2             |
| 1994: nicht ausgetragen |                                                 |                                          |                           |
| 1995                    | Mariano Hood Sebastián Prieto                   | Diego Del Río Andrés Zingman             | 7:5, 2:6, 6:1             |
| 1996                    | Diego Del Río Carlos Gómez Díaz                 | Patricio Donati Damián Furmanski         | 6:3, 6:74, 6:4            |
| 1997                    | Enzo Artoni Miguel Pastura                      | Juan Garat Eduardo Médica                | 6:4, 4:6, 6:3             |
| 1998                    | Guillermo Cañas Martín García                   | Alberto Martín Salvador Navarro          | 6:7, 6:1, 6:4             |
| 1999                    | Guillermo Cañas (2) Martín García (2)           | Paul Rosner Dušan Vemić                  | 6:4, 6:4                  |
| 2000                    | Pablo Albano Lucas Arnold (2)                   | Sergio Roitman Andrés Schneiter          | 6:3, 4:6, 6:2             |
| 2001                    | Federico Browne Ignacio Hirigoyen               | Gastón Etlis Martín Rodríguez            | 6:4, 7:66                 |

### Damendoppel
| Jahr                         | Siegerinnen                                                      | Finalgegnerinnen                                           | Ergebnis       |
| ---------------------------- | ---------------------------------------------------------------- | ---------------------------------------------------------- | -------------- |
| 1915                         | Dorothy W. Boadle J. A. Hinds                                    | María Carmen Goñi G. W. H. Spanton                         | 6:3, 7:5       |
| 1916                         | Catalina N. Mackenzie Winnie Mackenzie                           | María Carmen Goñi G. W. H. Spanton                         | 6:4, 6:4       |
| 1917                         | Dorothy W. Boadle (2) Elena D. Drabble                           | Catalina N. Mackenzie Winnie Mackenzie                     | 6:1, 6:2       |
| 1918                         | Catalina N. Mackenzie (2) Winnie Mackenzie (2)                   | Beatriz Anderson Inés Anderson                             | 6:4, 2:6, 7:5  |
| 1919                         | Julieta Ezcurra Analía Obarrio                                   | Beatriz Anderson Inés Anderson                             | 6:3, 6:4       |
| 1920                         | Julieta Ezcurra (2) Analía Obarrio (2)                           | Beatriz Anderson Inés Anderson                             | 6:4, 9:7       |
| 1921                         | Inés Anderson Catalina N. Mackenzie de Norris (3)                | María Carmen Goñi María Teresa Obarrio                     | 6:0, 6:2       |
| 1922                         | Inés Anderson (2) Catalina N. Mackenzie de Norris (4)            | Analía Obarrio de Aguirre Julieta Ezcurra                  | 6:3, 6:0       |
| 1923                         | Julieta Ezcurra María Turnbull de Rendtorff                      | Dorothy W. Boadle Elena D. Drabble                         | 6:4, 5:7, 6:1  |
| 1924                         | Analía Obarrio de Aguirre (3) María Teresa Obarrio de Pinedo     | Inés Anderson Lily Moss                                    | 3:4r           |
| 1925                         | Lily Moss María Turnbull de Rendtorff (2)                        | Celia Escalada K. de Poeschel                              | 6:0, 6:4       |
| 1926                         | Julieta Ezcurra (2) María del Carmen Paysée                      | Celia Escalada María Turnbull de Rendtorff                 | 6:0, 6:3       |
| 1927                         | Inés Anderson (3) Julieta Ezcurra (3)                            | V. Lewis Agnes Turnbull de Mackinnon                       | 6:2, 4:6, 6:4  |
| 1928                         | Inés Anderson (4) Agnes Turnbull de Mackinnon                    | María Teresa Obarrio de Pinedo María Turnbull de Rendtorff | 6:4, 6:2       |
| 1929                         | Inés Anderson (5) Julieta Ezcurra (4)                            | María Elena Bushell Agnes Turnbull de Mackinnon            | 6:4, 6:4       |
| 1930                         | Inés Anderson (6) Julieta Ezcurra (5)                            | Leonilda Giusti Nélida Giusti                              | 8:6, 6:3       |
| 1931                         | Inés Anderson (7) Julieta Ezcurra (6)                            | Delia Balli de Caimi Garmendia Lía Duffy                   | 6:4, 6:3       |
| 1932                         | Inés Anderson (8) Julieta Ezcurra (7)                            | Analía Obarrio de Aguirre Leonilda Giusti                  | 6:1, 6:4       |
| 1933                         | Magdalena Bidal de Audrás Leonilda Giusti                        | Delia Balli de Caimi Garmendia Lía Duffy                   | 6:8, 7:5, 6:2  |
| 1934                         | Delia Balli de Caimi Garmendia Lía Duffy                         | Leonilda Giusti Ana Pauwels de Madrid                      | 6:4, 10:8      |
| 1935                         | Delia Balli de Caimi Garmendia (2) Lía Duffy (2)                 | Leonilda Giusti Gladys Woodruff                            | 6:4, 6:4       |
| 1936                         | Leonilda Giusti (2) Ana Pauwels de Madrid                        | Marta Balparda Delia Balli de Caimi Garmendia              | 10:8, 5:7, 7:5 |
| 1937                         | María Elena Bushell Denise Rutherford de Zappa                   | Leonilda Giusti Ana Pauwels de Madrid                      | 6:3, 3:6, 6:0  |
| 1938                         | María Elena Bushell (2) Denise Rutherford de Zappa (2)           | Felisa Piédrola Juana Ida Stocker                          | 0:6, 8:6, 6:1  |
| 1939                         | Felisa Piédrola Juana Ida Stocker                                | Marga Trede de Fitting Denise Rutherford de Zappa          | 6:3, 6:3       |
| 1940                         | Analía Obarrio de Aguirre (4) Delia Balli de Caimi Garmendia (3) | Marga Trede de Fitting María Luisa Terán                   | 6:0, 6:2       |
| 1941                         | Analía Obarrio de Aguirre (5) Delia Balli de Caimi Garmendia (4) | Felisa Piédrola Denise Rutherford de Zappa                 | 3:6, 7:5, 6:4  |
| 1942                         | Felisa Piédrola (2) Denise Rutherford de Zappa (3)               | Analía Obarrio de Aguirre Delia Balli de Caimi Garmendia   | 6:2, 7:5       |
| 1943                         | Valeria Donoso de Bascuñan María Leslie de Mulcahy               | Analia Obarrio de Aguirre Margarita Dubois Ramírez         | 4:6, 11:9, 6:0 |
| 1944                         | Felisa Piédrola (3) Denise Rutherford de Zappa (4)               | Beatriz Botrill de Edwards María Luisa Terán de Weiss      | 6:2, 6:4       |
| 1945                         | Felisa Piédrola (4) Denise Rutherford de Zappa (5)               | Zulema Garrasino Elena Lehmann                             | 6:3, 6:0       |
| 1946                         | Felisa Piédrola (5) Denise Rutherford de Zappa (6)               | Marga Trede de Fitting María Luisa Terán de Weiss          | 10:8, 2:6, 8:6 |
| 1947                         | Marga Trede de Fitting María Luisa Terán de Weiss                | Beatriz R. de Ferrari Inés Maggiorini                      | 6:2, 7:5       |
| 1948                         | Felisa Piédrola (6) Sonia Topalián                               | Marga Trede de Fitting María Luisa Terán de Weiss          | 6:2, 6:1       |
| 1949                         | Marga Trede de Fitting (2) María Luisa Terán de Weiss (2)        | Gertrude Easton Felisa Piédrola de Zappa                   | 6:2, 8:6       |
| 1950                         | Gertrude Easton Elena Lehmann                                    | Sonia Topalián Felisa Piédrola de Zappa                    | 6:4, 3:6, 7:5  |
| 1951                         | Nora Bonifacino de Somoza Felisa Piédrola de Zappa (7)           | Viola Livetti Ana Mercedes Obarrio                         | 6:2, 6:3       |
| 1952                         | Sonia Topalián (2) Felisa Piédrola de Zappa (8)                  | Viola Livetti Ana Mercedes Obarrio                         | 6:1, 4:6, 6:4  |
| 1953                         | Viola Livetti Felisa Piédrola de Zappa (9)                       | Edda Buding June Hanson                                    | 6:1, 6:2       |
| 1954                         | Mabel Bove Graciela Lombardi                                     | June Hanson Viola Livetti                                  | 6:4, 6:4       |
| 1955                         | Edda Buding Ilse Buding                                          | Nora Bonifacino de Somoza Felisa Piédrola de Zappa         | 6:2, 7:5       |
| 1956                         | June Hanson Graciela Lombardi (2)                                | Mabel Bove Margarita Zavalía                               | 6:4, 0:6, 6:3  |
| 1957                         | Julia Borzone Nora Bonifacino de Somoza (2)                      | Mabel Bove Elena Eguiguren                                 | 6:4, 4:6, 6:2  |
| 1958                         | Elena Lehmann (2) Nora Bonifacino de Somoza (3)                  | Mabel Bove Graciela Lombardi                               | 6:1, 6:2       |
| 1959                         | Norma Baylon Elena Lehmann (3)                                   | Mabel Bove Graciela Lombardi                               | 7:5, 8:6       |
| 1960                         | Mabel Bove (2) Graciela Lombardi (3)                             | Norma Baylon Nora Bonifacino de Somoza                     | 6:4, 6:4       |
| 1961                         | Elena Lehmann (4) Graciela Lombardi (4)                          | Norma Baylon Felisa Piédrola de Zappa                      | 11:9, 5:7, 6:1 |
| 1962                         | Norma Baylon (2) Viola Livetti (2)                               | Mabel Bove Graciela Lombardi                               | 7:9, 6:3, 6:2  |
| 1963                         | Mabel Bove (3) Graciela Lombardi (5)                             | Julia Borzone Elena Eguiguren                              | 6:4, 6:4       |
| 1964                         | Mabel Bove (4) Graciela Lombardi (6)                             | Donna Floyd Fales Carole Wright                            | 10:8, 3:6, 8:6 |
| 1965                         | Lesley Turner Margaret Smith                                     | Mabel Bove Graciela Lombardi                               | 6:0, 7:5       |
| 1966                         | Norma Baylon (3) Gail Sherriff                                   | Mabel Bove Graciela Lombardi                               | 6:3, 6:2       |
| 1967                         | Norma Baylon (4) Carole Graebner                                 | Ana María Bocio Mabel Bove                                 | 6:0, 6:3       |
| 1968                         | Ana María Airas Ana María Cavadini                               | Mabel Bove Graciela Lombardi                               | 7:5, 6:8, 6:3  |
| 1969: nicht ausgetragen      |                                                                  |                                                            |                |
| 1970                         | Françoise Durr Michele Boulle de Rodríguez                       | Beatriz Araujo Inés Roget                                  | 6:3, 6:2       |
| 1971                         | Olga Morosowa Betty Stöve                                        | Beatriz Araujo Inés Roget                                  | 7:5, 6:2       |
| 1972                         | Marta Fernández Ruiz de Galli Mabel Vrancovich                   | Inés Roget Margarita Zavalía                               | 6:2, 6:1       |
| 1973                         | Beatriz Araujo Margarita Zavalía                                 | Graciela Morán Adriana Villagrán                           | 6:4, 6:4       |
| 1974                         | Fiorella Bonicelli Raquel Giscafré                               | Patricia Bianchi Inés Roget                                | 6:2, 3:6, 6:3  |
| 1975                         | Beatriz Araujo (2) Fiorella Bonicelli (2)                        | Michele Boulle de Rodríguez Inés Roget                     | w. o.          |
| 1976                         | Beatriz Araujo (3) Inés Roget                                    | Viviana González Locicero Mabel Vrancovich                 | 6:4, 4:6, 6:4  |
| 1977                         | Mary Carillo Wendy Overton                                       | Betsy Nagelsen Renáta Tomanová                             | 6:4, 6:4       |
| 1978                         | Françoise Durr (2) Valerie Ziegenfuss                            | Laura Du Pont Regina Maršíková                             | 1:6, 7:6, 6:2  |
| 1979                         | Ivanna Madruga Adriana Villagrán                                 | Liliana Giussani Marcela Voyame                            | [ 9 ]          |
| 1980–1981: nicht ausgetragen |                                                                  |                                                            |                |
| 1982                         | Andrea Tiezzi Adriana Villagrán                                  | Claudia Casabianca Beatriz Villaverde                      | 6:3, 6:3       |
| 1983–1985: nicht ausgetragen |                                                                  |                                                            |                |
| 1986                         | Paola de Cunto Cristina Tessi                                    | Gabriela Castro Laura Fernández Tomas                      | 6:4, 6:4       |
| 1987: nicht ausgetragen      |                                                                  |                                                            |                |
| 1988                         | Marielle Rooimans Nicolette Rooimans                             | Courtney Allen Jennifer Prah                               | 6:2, 6:2       |
| 1989                         | Inés Gorrochategui María Eugenia Vago                            | Florencia Labat Andrea Tiezzi                              | 6:3, 2:6, 6:4  |
| 1990                         | Inés Gorrochategui (2) Gabriela Mosca                            | Valeria Falter Vanessa Falter                              | 6:0, 6:2       |
| 1991                         | Vanessa Falter Mariana Randrup                                   | Ileana Carreón Laura Montalvo                              | 6:3, 6:1       |
| 1992                         | Laura Montalvo Mariana Randrup (2)                               | María Florencia Cianfagna María Fernanda Landa             | 6:3, 3:6, 6:3  |
| 1993–1995: nicht ausgetragen |                                                                  |                                                            |                |
| 1996                         | Geraldine Aizenberg Mariana López                                | Sandra De Amelio Paula Racedo                              | 4:6, 6:3, 6:2  |
| 1997                         | Laura Montalvo Mercedes Paz                                      | Celeste Contín Romina Ottoboni                             | 5:7, 6:3, 6:4  |
| 1998                         | Seda Noorlander Katarina Srebotnik                               | Eva Bes María Fernanda Landa                               | 7:6, 6:3       |

### Mixed
| Jahr                         | Sieger                                            | Finalgegner                                  | Ergebnis                |
| ---------------------------- | ------------------------------------------------- | -------------------------------------------- | ----------------------- |
| 1913                         | Catalina N. Mackenzie R. O. Sheward               | R. Marrs Henry B. M. Knight                  | 6:4, 6:3                |
| 1914                         | Dorothy W. Boadle Henry B. M. Knight              | María Carmen Goñi Lionel H. Knight           | 6:3, 6:1, 7:5           |
| 1915                         | Dorothy W. Boadle (2) G. C. Drysdale              | María Carmen Goñi Henry B. Knight            | 7:5, 7:5, 6:1           |
| 1916                         | Catalina N. Mackenzie (2) Alfredo J. Villegas     | Inés Anderson Ricardo Hoevel                 | 6:1, 4:6, 6:2, 6:0      |
| 1917                         | Dorothy W. Boadle (3) Alfredo J. Villegas (2)     | Carmen Sastre Federico Elortondo             | 6:3, 6:1, 6:2           |
| 1918                         | Catalina N. Mackenzie (3) Lionel H. Knight        | Inés Anderson Diego E. Cerboni               | 7:5, 6:3, 6:2           |
| 1919                         | Analía Obarrio Alfredo J. Villegas (3)            | María Teresa Obarrio G. S. Capdepont         | 6:3, 6:0, 5:7, 7:5      |
| 1920                         | Analía Obarrio (2) Alfredo J. Villegas (4)        | Inés Anderson Lionel H. Knight               | 4:6, 6:3, 7:9, 6:1, 6:4 |
| 1921                         | Catalina N. Mackenzie (4) Carlos Morea            | Dorothy W. Boable G. C. Drysdale             | 6:4, 4:6, 6:3, 0:6, 6:4 |
| 1922                         | Dorothy W. Boadle (4) Alfredo J. Villegas (5)     | Analía Obarrio de Aguirre Enrique Obarrio    | 6:3, 5:7, 6:3           |
| 1923                         | Dorothy W. Boadle (5) Carlos Dumas                | Julieta Ezcurra Arturo Hortal                | 6:4, 6:1                |
| 1924                         | Dorothy W. Boadle (6) Carlos Dumas (2)            | Analía Obarrio de Aguirre Enrique Obarrio    | 6:2, 6:4                |
| 1925                         | Analía Obarrio de Aguirre (3) Enrique Obarrio     | Julieta Ezcurra Guillermo Robson             | w. o.                   |
| 1926                         | Julieta Ezcurra Alfredo J. Villegas (6)           | María del Carmen Paysée Ernesto Brown        | 6:4, 2:6, 6:0           |
| 1927                         | Julieta Ezcurra (2) Guillermo Robson              | Analía Obarrio de Aguirre Enrique Obarrio    | 6:3, 6:3                |
| 1928                         | Analía Obarrio de Aguirre (4) Enrique Obarrio (2) | M. Tabor Francisco Bryans                    | 6:4, 6:4                |
| 1929                         | Julieta Ezcurra (3) Guillermo Robson (2)          | María Elena Bushell Ricardo López Pelliza    | 6:2, 6:3                |
| 1930                         | Julieta Ezcurra(4) Guillermo Robson (3)           | Lucilo del Castillo Emilia Zappa de Marfort  | 6:2, 6:3                |
| 1931                         | Julieza Ezcurra (5) Ricardo López Pelliza         | Beatriz Botrill de Edwards Eduardo Stanham   | 6:3, 6:1                |
| 1932                         | Julieta Ezcurra (6) Guillermo Robson (4)          | María Elena Bushell Ricardo López Pelliza    | 6:4, 8:6                |
| 1933                         | Julieza Ezcurra (7) Guillermo Robson (5)          | Marta Balparda Saturnino Balparda            | 6:1, 6:1                |
| 1934                         | Leonilda Giusti Ricardo López Pelliza (2)         | María Elena Bushell Mario Víctor González    | 6:4, 6:2                |
| 1935                         | Mónica Ricketts Adelmar Echeverría                | Denise Rutherford de Zappa Adriano Zappa     | 6:3, 6:1                |
| 1936                         | Felisa Piédrola Alejo Russell                     | Ana Pauwels de Madrid Augusto Zappa          | 6:3, 2:6, 6:4           |
| 1937                         | Denise Rutherford de Zappa Adriano Zappa          | Ana Pauwels de Madrid Lucilo del Castillo    | 6:2, 6:1                |
| 1938                         | María Elena Bushell Alberto Isely                 | Denise Rutherford de Zappa Augusto Zappa     | 6:4, 6:4                |
| 1939                         | Denise Rutherford de Zappa (2) Adriano Zappa (2)  | Marga Trede de Fitting Lucilo del Castillo   | 6:2, 6:1                |
| 1940                         | Marga Trede de Fitting Adriano Zappa (3)          | María Luisa Terán Alcides Procopio           | 6:2, 8:6                |
| 1941                         | María Luisa Terán Heraldo Weiss                   | Felisa Píedrola Augusto Zappa                | 6:4, 7:5                |
| 1942                         | Beatriz Botrill de Edwards Héctor Cattaruzza      | Teresa Rébora Olivé Alfredo Trullenque       | 6:4, 4:6, 11:9          |
| 1943                         | María Luisa Terán de Weiss (2) Heraldo Weiss (2)  | Felisa Piédrola Adelmar Echeverría           | 9:7, 7:9, 6:4           |
| 1944                         | Felisa Piédrola (2) Augusto Zappa                 | María Luisa Terán de Weiss Heraldo Weiss     | 6:4, 6:3                |
| 1945                         | María Luisa Terán de Weiss (3) Enrique Morea      | Felisa Piédrola Augusto Zappa                | 6:3, 6:2                |
| 1946                         | María Luisa Terán de Weiss (4) Enrique Morea (2)  | Felisa Piédrola Francis Shields              | 6:4, 6:4                |
| 1947                         | Felisa Piédrola (3) William Talbert               | María Luisa Terán de Weiss Jorge San Martín  | 6:1, 6:3                |
| 1948                         | Felisa Piédrola (4) Seymour Greenberg             | María Luisa Terán de Weiss Jorge San Martín  | 6:4, 7:5                |
| 1949                         | María Luisa Terán de Weiss (5) Salvador Soriano   | Felisa Piédrola de Zappa Earl Cochell        | 6:2, 3:6, 6:3           |
| 1950                         | Felisa Piédrola de Zappa (5) Augusto Zappa (2)    | Nora Bonifacino de Somoza Alejo Russell      | 5:7, 6:2, 6:3           |
| 1951                         | Nora Bonifacino de Somoza Salvador Soriano (2)    | Elena Lehmann Ernesto Juan della Paolera     | 6:4, 9:7                |
| 1952                         | Felisa Piédrola de Zappa (6) Augusto Zappa (3)    | Ana Mercedes Obarrio Héctor Etchart          | 6:2, 6:4                |
| 1953                         | Elena Lehmann Ernesto Juan della Paolera          | Felisa Piédrola de Zappa Augusto Zappa       | 6:3, 6:3                |
| 1954                         | Graciela Lombardi Eduardo Prado                   | June Hanson Carlos Lynch                     | 6:4, 6:3                |
| 1955                         | Graciela Lombardi (2) Eduardo Soriano             | Nora Bonifacino de Somoza Salvador Soriano   | 6:4, 5:7, 6:0           |
| 1956                         | Graciela Lombardi (3) Eduardo Prado (2)           | Julia Borzone Italo Giacobino                | 6:3, 6:4                |
| 1957                         | Nora Bonifacino de Somoza (2) Alejo Russell (2)   | Elena Lehmann Italo Giacobino                | 6:4, 6:2                |
| 1958                         | Margarita Zavalía Horacio Billoch Caride          | Graciela Lombardi José Edison Mandarino      | w. o.                   |
| 1959                         | Mabel Bove Roberto Aubone                         | Felisa Piédrola de Zappa Augusto Zappa       | 2:6, 8:6, 6:3           |
| 1960                         | Norma Baylon Carlos Lynch                         | Felisa Piédrola de Zappa Augusto Zappa       | 6:4, 6:4                |
| 1961                         | Norma Baylon (2) Horacio Billoch Caride (2)       | Graciela Lombardi Eduardo Prado              | 3:6, 6:4, 6:1           |
| 1962                         | Nora Bonifacino de Somoza (3) Oscar Escribano     | Norma Baylon Horacio Billoch Caride          | 6:4, 5:7, 10:8          |
| 1963                         | Mabel Bove (2) Roberto Aubone (2)                 | Ana María Bocio Jorge Beinet                 | 6:2, 6:2                |
| 1964                         | Donna Floyd Fales Enrique Morea (3)               | Nora Bonifacino de Somoza Eugene Scott       | 4:6, 6:4, 6:4           |
| 1965                         | Margaret Court Enrique Morea (4)                  | Lesley Turner Julián Ganzábal                | 6:1, 8:6                |
| 1966                         | Norma Baylon (3) Eduardo Soriano (2)              | Estella Valenzuela de Molina Raúl Peralta    | 5:7, 6:2, 6:1           |
| 1967                         | Carole Graebner Clark Graebner                    | Norma Baylon Charles Pasarell                | [ 10 ]                  |
| 1968                         | Mabel Bove (3) Oscar Escribano (2)                | Gladys Weiss de Barboza Julio Van Kerckhoven | 7:5, 6:8, 6:3           |
| 1969                         | Gladys Weiss de Barboza Jorge Kon                 | Ana María Arias Carlos Deswarte              | 1:6, 6:4, 6:2           |
| 1970                         | Françoise Durr Robert Carmichael                  | Beatriz Araujo José Edison Mandarino         | 6:2, 6:3                |
| 1971                         | Wjatscheslaw Jegorow Olga Morosowa                | Betty Stöve Toomas Leius                     | 6:3, 6:1                |
| 1972                         | Margarita Zavalía (2) Oscar Escribano (2)         | Mabel Bove Eduardo Soriano                   | 6:2, 6:2                |
| 1973                         | Margarita Zavalía (3) Lorenzo Soriano             | Susana Villaverde Gerardo Miceli             | 7:5, 6:2                |
| 1974                         | Beatriz Araujo Guillermo Salatino                 | Susana Villaverde Roberto Aubone             | 7:5, 6:1                |
| 1975                         | Fiorella Bonicelli Oscar Escribano (3)            | Beatriz Araujo Roberto Aubone                | 6:4, 6:4                |
| 1976                         | Viviana González Locicero Fernando Dalla Fontana  | Adriana Villagrán Jorge Kon                  | 7:5, 1:6, 6:3           |
| 1977–1981: nicht ausgetragen |                                                   |                                              |                         |
| 1982                         | Gabriela Castro Horacio de la Peña                | Beatriz Villaverde Martín Errecalde          | 6:2, 6:3                |